# Quah Ting Wen
Quah Ting Wen (柯婷文S, Kē TíngwénP, Ke Ting wenW; Singapore, 18 agosto 1992) è una nuotatrice singaporiana.

## Biografia

### Formazione
Quah ha studiato alla Raffles Girls' School e alla Raffles Institution, prima di laurearsi all'Università della California, Los Angeles, nel 2014.

### Carriera
Quah ha rappresentato per la prima volta Singapore a livello internazionale nei Giochi del Sud-Est Asiatico del 2005.
È stata la portabandiera di Singapore nel 2009 nei Giochi giovanili asiatici. Ha vinto tre medaglie d'oro individuali nei 50 m, 100 m e 200 m stile libero, stabilendo i record nazionali in tutti e tre gli eventi (25.43, 55.57 e 1:59.21). Ha vinto l'oro e il bronzo di squadra rispettivamente nella staffetta 4 × 100 m stile libero e nella staffetta 4 × 100 m medley.
Quah ha stabilito un nuovo record nazionale nei 200 m stile libero nella seconda tappa della Coppa del Mondo di nuoto FINA 2013, svoltasi a Berlino, in Germania. Il suo nuovo tempo di 1:58.80 è stato di 0,09 secondi più veloce del record raggiunto da Lynette Lim tre giorni prima (1:58.89).

### Vita personale
Quah Ting Wen ha un fratello minore, Quah Zheng Wen, e una sorella minore, Quah Jing Wen, che sono entrambi nuotatori nazionali di Singapore.